# ATP Challenger Córdoba
Das ATP Challenger Córdoba (offizieller Name: AAT Challenger Santander Edición Córdoba) ist ein Tennisturnier in Córdoba, Argentinien, das 2014 erstmals ausgetragen wurde. Es ist Teil der ATP Challenger Tour und wird im Freien auf Sand ausgetragen.

## Liste der Sieger

### Einzel
| Jahr                         | Sieger                 | Finalgegner         | Ergebnis      |
| ---------------------------- | ---------------------- | ------------------- | ------------- |
| 2025                         | Thiago Agustín Tirante | Juan Pablo Ficovich | 6:4, 6:0      |
| 2015–2024: nicht ausgetragen |                        |                     |               |
| 2014                         | Alejandro González     | Máximo González     | 7:5, 1:6, 6:3 |

### Doppel
| Jahr                         | Sieger                             | Finalgegner                       | Ergebnis |
| ---------------------------- | ---------------------------------- | --------------------------------- | -------- |
| 2025                         | Karol Drzewiecki Piotr Matuszewski | Fernando Romboli Matías Soto      | 6:4, 6:4 |
| 2015–2024: nicht ausgetragen |                                    |                                   |          |
| 2014                         | Marcelo Demoliner Nicolás Jarry    | Hugo Dellien Juan Ignacio Londero | 6:3, 7:5 |